# Karagandinska katedrala
Katedrala Gospe Fatimske neogotička je katolička katedrala u kazahstanskoj Karagandi i stolna crkva Karagandinske biskupije. Građena je od 2003. do 2012., kada je i posvećena i ustoličena za biskupijsku prvostolnicu. Izgrađena je dobrovoljnim prilozima iz cijeloga svijeta (u iznosu preko šest milijuna eura), osobito iz katoličkih vjerničkih zajednica bivših komunističkih država i Njemačke (zaslugom biskupa Athanasiusa Schneidera), a prema nacrtu arhitekta Vladimira Sergejeva. Svojim posvećenjem zamijenila je dotadašnju manju prvostolnicu, Katedralu sv. Josipa, također smještenu u Karagandi.
Orgulje je od 2005. do 2010. gradila tvrtka Pflügerin iz austrijskog Feldkircha. Katedralne orgulje jedine su koncertne orgulje u cijelom Kazahstanu. Imaju 32 registra, dva manuala i pedal, a trakture su mehaničke. Katedralni zvonik visok je 42, s križem 51, dok širina katedrale iznosi gotovo 31 m.
U katedrali je pokopan Władysław Bukowiński, dugogodišnji svećenik u Karagandi.